# Kanga Akalé
Kanga Gauthier Akalé (* 7. März 1981 in Abidjan) ist ein ehemaliger ivorischer Fußballspieler.

## Verein
Akalé begann seine Laufbahn als Profi 1997 beim Stella Club d’Adjamé in seiner Heimatstadt Abidjan, bevor er Ende 1998 vom Schweizer Erstligisten FC Sion unter Vertrag genommen wurde. Ohne Nationalliga-A-Einsatz wechselte Akalé im Sommer 1999 zum FC Zürich. Bis zum Sommer 2001 war er lediglich ein Ergänzungsspieler; er konnte sich jedoch immer mehr durchsetzen und kam bis zu seinem Wechsel zur AJ Auxerre zum Jahreswechsel 2002/03 in der Nationalliga A insgesamt zu 67 Einsätzen und konnte dabei acht Tore erzielen. Auch bei Auxerre war Akalé Stammspieler.
Im Juni 2007 wechselte er für vier Millionen Euro zum RC Lens. Dort unterschrieb er einen Vertrag bis 2010, der aber in der Winterpause der darauf folgenden Saison unwirksam wurde, weil Akalé zum Ligakonkurrenten Olympique Marseille ausgeliehen wurde. Sofort danach wurde er zum spanischen Klub Recreativo Huelva ausgeliehen, doch nach Ablauf der Leihfrist spielte Akalé wieder für den RC Lens. 2011 wechselte er zu Lekhwiya in die Qatar Stars League und anschließend zu Panetolikos nach Griechenland.
In der Saison 2012/13 stand er beim AC Arles-Avignon unter Vertrag und beendete dort nach Ablauf der Spielzeit seine aktive Karriere.

## Nationalmannschaft
Akalé ist seit 2002 Mitglied der Nationalmannschaft seiner Heimat und seit 2005 Stammspieler, er kam bei fünf von sechs Spielen der Auswahl bei der Afrikameisterschaft 2006, so auch im verlorenen Finale, und bei allen drei Spielen seiner Heimatauswahl bei der WM 2006 zum Einsatz. Insgesamt spielte er 35-mal für die Elfenbeinküste und erzielte dabei drei Tore.